# Terremoto de Antofagasta de 1995
El Terremoto de Antofagasta de 1995 fue un sismo de mayor intensidad ocurrido el 30 de julio de 1995 a las 01:11 hora local (05:11 UTC), que fue percibido entre la Región de Antofagasta y la Región de Coquimbo en el norte de Chile, percibiéndose con fuerza en Tocopilla, Taltal, Mejillones y Socaire.

## Sismología
Según el Servicio Geológico de Estados Unidos, el epicentro se localizó a 36 km al noreste de la ciudad de Antofagasta, y su hipocentro, a unos 45,6 km de profundidad. El Terremoto tuvo una magnitud de 8,0 MW y una intensidad que se aproxima entre el grado VII (CSN) y VIII (USGS) en la escala de Mercalli.  

## Efectos
Tres personas fallecieron, una de ellas, fue el caso del joven Alex Manosalva de 18 años quién se encontraba acampando junto a su Grupo scout el Grupo Guías y Scouts Pukara, en la Quebrada La Chimba, sufriendo una fuerte caída en el momento del movimiento sísmico. 
58 personas resultaron con heridas de distinta consideración, otras 630 quedaron sin hogar.
115 casas quedaron completamente destruidas en distintas partes de la II región. Las localidades más afectadas fueron las de Mejillones y de Tocopilla, donde el tipo de suelo es arenoso y menos compacto (Todo lo contrario a lo que es Antofagasta, donde predomina el suelo rocoso y rígido).  
En la zona urbana de Antofagasta los daños más importantes se localizaron en el puerto de Antofagasta y el edificio Huanchaca o "el Curvo". La estatua de la Virgen María en la cúpula de la Basílica Menor Corazón de María resultó inclinada hacia el poniente y sufrió daños considerables al caer mientras se la retiraba por razones de seguridad, por lo cual tuvo que ser reemplazada por una nueva estructura hecha de fibra de vidrio y cobre. Al mismo tiempo se sintió fuertemente en la ciudad de Calama, casi con la misma intensidad. 
Además se registró un leve tsunami la cual afectó las embarcaciones del Terminal Pesquero e inundó parte de la Ruta B-440 específicamente en el sector del ojo de mar de la Playa La Rinconada la que conecta al Balneario de Juan López, la Isla Santa María y Caleta Constitución.